# Aya Matsuura 10th Anniversary Best
Albums de Aya Matsuura
Click You Link Me
(2010)
Singles
 Aya Matsuura 10th Anniversary Best , ou Matsuura Aya 10th Anniversary Best (松浦亜弥 10TH ANNIVERSARY BEST), est le 2e album compilation de Aya Matsuura (son 10e album en tout), sorti en 2011.

## Présentation
L'album sort le 21 décembre 2011 au Japon sous le label Zetima, à l'occasion de l'anniversaire des dix ans d'activité de la chanteuse. Il inclut un DVD en supplément. Il se classe 56e à l'Oricon.
La compilation contient 16 chansons, dans leur ordre chronologique de parution, dont les huit premières ont été écrites et composées par Tsunku : les chansons-titres de six singles, une "face B" (Happiness), une reprise d'une chanson traditionnelle parue en titre inédit sur la compilation du Hello! Project Petit Best 9 (Hana Ichimonme), une chanson sortie uniquement en single digital en téléchargement en mars précédent (Futari Osaka), une chanson inédite écrite par Mariya Takeuchi (Sayonara), et six autres chansons tirées d'albums de Matsuura.

## Liste des titres
| 1.  | Love Namida Iro (LOVE涙色)                                              | Tsunku / Tsunku / Cher Watanabe                  | 4:18 |
| 2.  | 100Kai no Kiss (100回のKISS)                                            | Tsunku / Tsunku / Takao Konishi                  | 4:38 |
| 3.  | Zettai Tokeru Mondai X = ♡ (絶対解ける問題X=♡) (de l'album First Kiss)  | Tsunku / Tsunku / hasie & koji                   | 3:36 |
| 4.  | Egao ni Namida ~Thank you! Dear My Friend~ (笑顔に涙) (de First Kiss)   | Tsunku / Tsunku / Shin Kōno                      | 4:50 |
| 5.  | Momoiro Kataomoi (♡桃色片想い♡)                                         | Tsunku / Tsunku / Yuichi Takahashi               | 4:23 |
| 6.  | Yeah! Meccha Holiday (Yeah！めっちゃホリデイ)                           | Tsunku / Tsunku / Yuichi Takahashi               | 3:50 |
| 7.  | Kanōsei no Michi (可能性の道) (de l'album X3)                           | Tsunku / Tsunku / Shunsuke Suzuki                | 4:40 |
| 8.  | Ki ga Tsukeba Anata (気がつけば あなた)                                 | Tsunku / Tsunku / Shunsuke Suzuki                | 4:33 |
| 9.  | Happiness (ハピネス) ("face B" du single Suna wo Kamu you ni... Namida) | Mera Morimura/ Carbone, Belfield/ Asai Yasuo     | 4:49 |
| 10. | Dearest. (dearest.) (de l'album Naked Songs)                            | Kazuto Narumi / Kazuto Narumi / garamonn         | 5:14 |
| 11. | Egao (笑顔)                                                             | Yumi Tanimura / Yumi Tanimura/ Naoki Oka         | 5:47 |
| 12. | Hana Ichimonme (花いちもんめ) (de l'album Petit Best 9)                 | (chanson traditionnelle)                         | ?    |
| 13. | Omoi Afurete (想いあふ れて) (de l'album Omoi Afurete)                  | popY / Yuta Nakano / Yuta Nakano                 | 5:17 |
| 14. | Only One (only one) (de l'album Click You Link Me)                      | Hideki Kajino / Hideki Kajino / Yuichi Takahashi | 5:11 |
| 15. | Futari Osaka (ふたり大阪) (single digital)                              | 2℃ / Manao Doi / ?                               | 4:44 |
| 16. | Subject : Sayōnara (Subject : さようなら)                               | Mariya Takeuchi                                  | ?    |

| 1.  | Dokki Doki! Love Mail (ドッキドキ！ LOVE メール)                         |  |
| 2.  | Oshare! (オシャレ!) (chanson de l'album Naked Songs)                     |  |
| 3.  | Nee? (ね～え?)                                                           |  |
| 4.  | Good Bye Natsuo (GOOD BYE 夏男)                                          |  |
| 5.  | Your Song: Seishun Sensei (YOUR SONG ～青春宣誓～)                       |  |
| 6.  | Watarasebashi (渡良瀬橋)                                                 |  |
| 7.  | Suna wo Kamu you ni... Namida (砂を噛むよう に…NAMIDA) (live à Shanghai) |  |
| 8.  | Double Rainbow (ダブル レインボウ) (chanson de l'album Double Rainbow)   |  |
| 9.  | Tōdai (灯台) (chanson de l'album Double Rainbow)                         |  |
| 10. | 10th Anniversary Best ... (...撮影風景収録)                              |  |